# Цисгендерность
Цисге́ндерность (от лат. cis — «односторонний» и англ. gender — «гендер») — совпадение гендерной идентичности с приписанным при рождении полом. Социологи Кристина Шил и Лорэл Уэстбрук рассматривают цисгендерность как определение для тех людей, у которых пол, приписанный при рождении, тело и собственная гендерная идентичность совпадают, как противопоставление трансгендерности. Близким по значению является термин циссексуальность.
Существует некоторое количество производных от этого термина, имеющих приставку «цис-», таких как цис-мужчина (мужчина, имеющий врождённый мужской пол и соответствующий ему гендер) и цис-женщина (женщина, имеющая врождённый женский пол и соответствующий ему гендер), а также цис-сексизм и цис-сексуальное предположение. По определению активистки Джулии Серано, понятие цис-сексизм означает убеждение в том, что гендерные идентичности, с которыми себя соотносят трансгендерные люди, менее важны или менее реальны, чем у цис-людей. Также в журнале Journal of the International AIDS Society было опубликовано исследование, в котором употреблялось слово цис-нормативность, сродни термину гетеронормативность, использующемуся в изучении разнообразия сексуальностей. Под цис-нормативностью понимается вера в то, что цисгендерность является единственно естественной и морально, и социально приемлемой нормой, а трансгендерность — отклонением от неё. Родственным этому термину является термин «гендерно-нормативный»; Эли Р. Грин пишет, что «цисгендерный» используется (вместо более распространённого «гендерно-нормативный») для обозначения людей, которые не идентифицируют себя вне бинарной гендерной системы, при этом не настаивая на существовании «нормальной» гендерной самоидентификации
Цисгендерные люди, как и трансгендерные, могут быть как гендерно-конформными, так и гендерно-неконформными.

## Этимология
Слово «цисгендер» (англ. cisgender) происходит из латыни и имеет префикс cis-, который обозначает «на этой стороне». Префикс trans- является антонимичным ему префиксом, и обозначает «на другой стороне» или «напротив». Эти префиксы широко используются в английском и русском языках в сферах химии, генетики, а также для обозначения географических объектов. Когда дело касается гендера, префикс цис- используется для обозначения совпадения приписанного гендера с биологическим полом.

### Цисгендерный и циссексуальный
Джулия Серано даёт определение циссексуала как «человека, который не является трансгендерным человеком и который чувствует себя физиологически и психически только согласно приписанному биологическому полу», в то время как цисгендерность является немного более узким термином для тех, кто не идентифицирует себя как трансгендерного человека. Согласно Джессике Кадвальдер, термин циссексуал — это «способ привлечения внимания к необозначенной норме, которой противопоставляется транссексуальность и в которой человек чувствует, что его гендерная идентичность соответствует телу/полу».

## Использование
Немецкий сексолог Фолькмар Зигуш использует термин циссексуал в рецензируемых публикациях: в 1998 году в своём сочинении «Неосексуальная революция» он приводит свою статью 1991 года, состоящую из двух частей, под названием «Die Transsexuellen und unser nosomorpher Blick» («Транссексуалы и наше нозоморфное виденье»), в которой впервые появился этот термин. Он также использовал термин в заголовке статьи 1995 года «Transsexueller Wunsch und zissexuelle Abwehr» («Транссексуальное желание и циссексуальная защита»).
Термины цисгендер(ка) и циссексуал(ка) были использованы в 2006 году в статье в Journal of Lesbian Studies, в книге Джулии Серано «Девочка для битья» (2007), после чего термин начал приобретать популярность в англоговорящем сообществе активистов и учёных.
В 2010 году в учебной литературе появился термин «цисгендерные привилегии»; он определяется как «набор незаслуженных преимуществ, которые люди, идентифицирующие себя согласно приписанному при рождении полу, получают исключительно из-за цисгендерной идентичности».
Дихотомия трансгендерности и цисгендерности неприменима к культурам, в которых отсутствует бинарная гендерная система, и идея о том, что любого человека можно классифицировать как трансгендерного или цисгендерного, является цисгендеристской.

## Критика термина

### Со стороны феминизма
В 2009 году Криста Скотт-Диксон написала: «Я предпочитаю термин non-trans всем прочим терминам, вроде цисгендера/циссексуала». Она придерживается этой мысли, потому что верит, что термин «нон-транс» понятнее для обычных людей и поможет нормализовать трансгендерность.
Исследовательница гендера и проблем женщин Мими Маринучи пишет, что некоторые считают бинарную дихотомию «цисгендерность-трансгендерность» такой же опасной и бессмысленной, как и дихотомию «мужское-женское», потому что она объединяет людей, идентифицирующих себя как лесбиянки, геи или бисексуалы/бисексуалки (ЛГБ) с привилегированными гетеронормативными людьми, вместо того, чтобы объединять с транс-людьми. Объединение ЛГБ с гетеросексуалами может дать почву для ошибочных суждений нетрансгендерных людей, что ЛГБ-люди, в отличие от трансгендерных, не испытывают несовпадения между их гендерной идентичностью, гендерным самовыражением и культурными ожиданиями относительно их гендерной идентичности и самовыражении.
Некоторые трансэксклюзивные феминистки считают, что слово «цисгендерный» ложно определяет цис-женщин как часть привилегированной группы, а также делает менее очевидным тот факт, что от политики в области ограничения репродуктивных прав страдают в основном цисгендерные женщины.

### Со стороны интерсекс-организаций
Интерсексы — это люди, родившиеся с половыми признаками, которые не соответствуют типичному определению мужского или женского тела. К половым признакам, определяющим пол, относятся хромосомы, половые железы, репродуктивные органы, гениталии и гормональные уровни. Интерсекс-организации[какие?] характеризуют термин «цисгендер» как «сбивающий с толку» или проблематичный в отношении интерсекс-людей. Международная австралийская организация интерсексов утверждает, что, в то время как большинство интерсекс-людей не являются трансгендерными людьми, опыт риска «вынужденного медицинского вмешательства для навязывания типичных половых характеристик» делает термин «цисгендер» проблематичным вне зависимости от гендерной идентичности людей.